# NGC 4837
NGC 4837 este o galaxie spirală situată în constelația Câinii de Vânătoare. A fost descoperită în 7 martie 1831 de către John Herschel. Se află la o distanță de 132,5 de megaparseci de Pământ.